# خوان غوزمان (لاعب كرة قدم)
خوان غوزمان (بالإنجليزية: Juan Guzman)‏ هو لاعب كرة قدم أمريكي، ولد في 31 أغسطس 1988 في تشارلوت في الولايات المتحدة. لعب مع لويسفيل سيتي.

## وصلات خارجية
- حزقيال غوزمان على موقع قاعدة بيانات كرة القدم.إي يو (الإنجليزية)
- حزقيال غوزمان على موقع Soccerway.com (الإنجليزية)